# Educating Yorkshire
Educating Yorkshire série de televisão britânica com oito episódios transmitida pelo Channel 4.

## Formato
Seu primeiro episódio foi exibido pela rede britânica Channel 4 em 5 de setembro de 2013. O seu formato é baseado na série de 2011 Educating Essex, vencedora do BAFTA Award. A série segue o cotidiano dos funcionários e alunos da Thornhill Community Academy, uma escola secundária em Dewsbury, West Yorkshire. Um especial de natal, intitulado Educating Yorkshire At Christmas, foi transmitido em 19 de dezembro de 2013.

## Produção
Educating Yorkshire foi encomendado pelo Channel 4, após o sucesso de Educating Essex dois anos antes. Houve interesse de cerca de 100 escolas em estrelar a nova série depois que a equipe de produção anunciou a novidade. O escolhido foi o Thornhill Community Academy em Dewsbury, a escola tinha tido uma má reputação e estava entre as 6% piores em desempenho escolar na Inglaterra, de acordo com um relatório de 2007 da Ofsted, descrevendo-o como "abaixo da média".
O programa foi gravado com sessenta e quatro câmeras instaladas em toda a escola e ligadas das 7 da manhã às 5 horas da noite. Estes foram apoiados por várias câmeras de mão e vinte e dois microfones de rádio. Foram seis meses de preparação antes do início das filmagens. Pais e alunos foram consultados e equipe de produção e psicólogos realizou visitas em 100 casas, bem como a realização de reuniões de pais e montagens especiais. A participação não era obrigatória e 16 dos 747 alunos não quiseram aparecer na série.